# Севт II
Севт II (др.-греч. Σεύθης) — фракийский царь в Одрисском государстве с 405 по 385 год до н. э.

## Биография

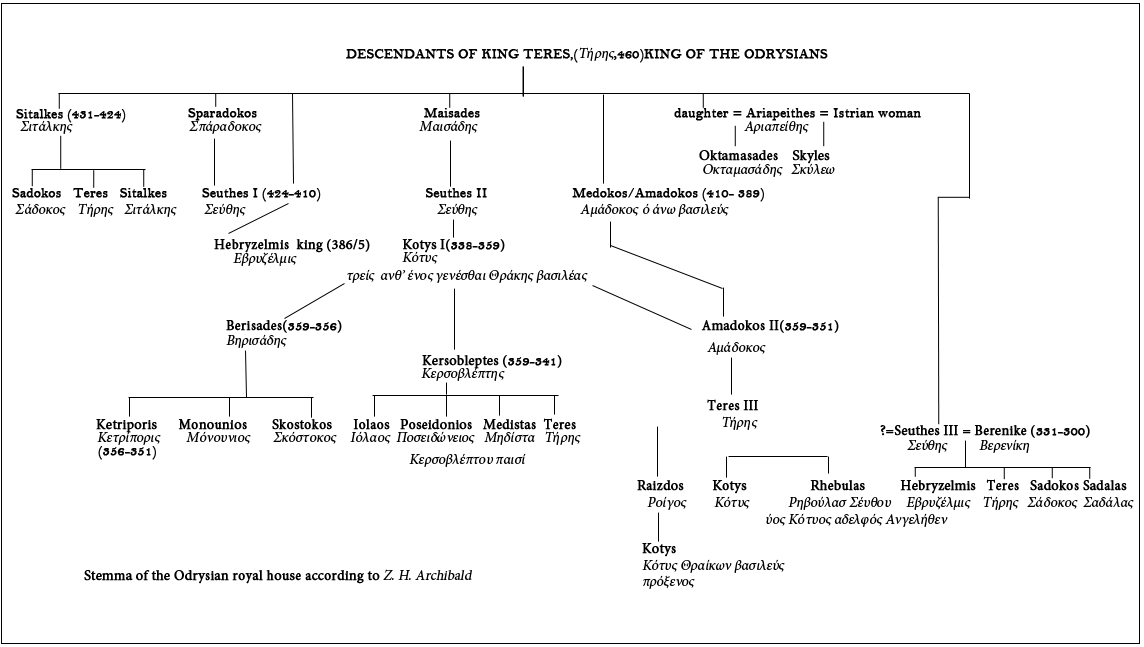
Генеалогия потомков Тереса

Севт II был внуком основателя Одрисского царства царя Тереса. Его отец Майсад был соправителем Амадока I. Первоначально Амадок покровительствовал сыну своего соправителя, но со временем отношения между Севтом и Амадоком ухудшились. Амадок контролировал действия Севта, молодой принц желал из младшего соправителя превратиться в единственного царя и организовал против Амадока заговор. Аристотель упоминает о столкновениях между сторонниками царя Амадока I и Севта II. Для разрешения этого конфликта Афины отправили в Фракию Фрасибула. Фрасибул отдал предпочтение Амадоку и признал его законным правителем Одрисского царства.
Севт II был изгнан из своего царства, но остался царствовать над племенами меландитов, финов и транипсов. В 405 году до н. э. он помирился с Амадоком и заключил с ним союз против лакедемонян.
Севт нанял десятитысячный отряд греков под командованием Ксенофонта, возвращавшихся из неудачного похода Кира Младшого. С помощью этих войск Севт II добился легкой победы над горными племенами и возвратил себе все земли своего отца. Но когда греческие наёмники попросили оплатить их службу, Севт попытался обмануть их и уклониться от своих обязательств. В конечном итоге Севт был вынужден заплатить указанную сумму.
Укрепив свою власть в Фракии, он потребовал от греческих городов Черноморского побережья увеличения дани.
В 399 году направил вспомогательный отряд на помощь спартанцам. Несколько лет спустя был вовлечен в военные действия против своего старого покровителя Амадока, но был вынужден прекратить войну из-за вмешательства афинян. В конечном итоге Севт и Амадок примирились друг с другом в 390 году до н. э.
Севт II был союзником Спарты, но после поражения спартанского флота в сражении при Книде в 394 году до н. э. он заключает союз с Афинами.
Где-то к 385 году до н. э. Севт исчезает с политической сцены. После Севта II некоторое время правил его посланник Хебризельм, а в 384 году царём стал сын Севта II Котис I.